# شوجب منشاري الأوراق
شوجب منشاري الأوراق (الاسم العلمي:Premna serratifolia) هو نوع من النباتات يتبع جنس الشوجب من الفصيلة الشفوية.